# Osiedle Zachodnie

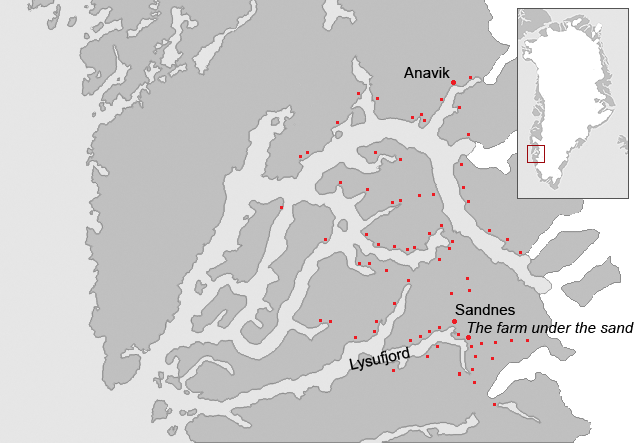
Mapa Osiedla Zachodniego na Grenlandii. Czerwonymi kropkami zaznaczono znane gospodarstwa i kościoły oraz niektóre prawdopodobne nazwy geograficzne

Osiedle Zachodnie (staronorweski: Vestribyggð) – grupa gospodarstw i przysiółków założonych przez wikingów na Grenlandii około 985 roku. Wbrew swojej nazwie Osiedle Zachodnie położone było bardziej na północ niż na zachód względem Osiedla Wschodniego. Ulokowane było na końcu długiego fiordu zwanego Nuup Kangerlua.
W szczytowym okresie Osiedle liczyło prawdopodobnie około 1000 mieszkańców, czyli miało wielkość jednej czwartej Osiedla Wschodniego. Łącznie odkryto tam ruiny 95 gospodarstw i budynków, z czego największe z nich nazywano Sandnas. Zbudowane było z kamieni i torfu, a jego wnętrza wyłożone były deskami
Z powodu nielicznych wzmianek oraz braku bezpośrednich opisów w średniowiecznych grenlandzkich źródłach niewiele jest informacji o Osiedlu Zachodnim. Wiadomo, że stanowiło ono głównie zimowisko i bazę wypadową dla myśliwych, którzy wyruszali na północ polować na morsy, foki i niedźwiedzie.
Ostatni raz zostało ono wspomniane przez księdza i podróżnika Ivara Bardarsona, który w swoim opisie relacjonował biskupowi Bergen, stan Osiedla między 1341 a 1360 rokiem. Z jego opisu wynika, że zostało ono opuszczone w pośpiechu, ponieważ nie dokończono prac i nie zabrano cennego drewna. Uznał, że jego mieszkańcy prawdopodobnie porzucili chrześcijaństwo i przyłączyli się do Eskimosów. W odpowiedzi na te doniesienia król Norwegii, Magnus Eriksson wysłał wyprawę dowodzoną przez Paula Knutsona, która miała wyjaśnić zniknięcie osadników, jednakże słuch o niej zaginął. Z powrotem powróciło prawdopodobnie jednak kilku ludzi.
W 1721 roku na Grenlandię przybyła duńsko-norweska wyprawa kierowana przez Hansa Egede, która po oględzinach Osiedla Zachodniego potwierdziła słowa Ivara Bardarsona o jego nagłym opuszczeniu. Podczas ich wizyty większość budynków była jeszcze w dość dobrym stanie. Od mieszkających w pobliżu Inuitów dowiedzieli się, że zagłada osady nastąpiła w wyniku najazdu piratów bądź ataku Eskimosów, ale na miejscu nie znaleziono śladów walki ani zabitych. Pojawiły się również tezy, że mieszkańcy osiedla wyruszyli na poszukiwania Winlandii (za tą teorią przemawiać miałby m.in. kamień z Kensington odkryty w Ameryce). Inny wyjaśnieniem zniknięcia mieszkańców jest hipoteza, że powrócili do Osiedla Wschodniego lub na Islandię, ale nie ma na ten temat żadnych informacji. Ponadto kontakty pomiędzy osiedlami z powodu dzielących ich odległości i pływającego lodu były prawdopodobnie utrudnione i sporadyczne.